# Nyctyornis amictus
Il gruccione barbarossa (Merops amictus Teminck, 1824) è un uccello della famiglia Meropidae.

## Distribuzione e habitat
Si trova principalmente nel Myanmar meridionale, nella penisola tailandese-malese, nel Borneo, a Sumatra e nelle isole vicine. Questa specie vive generalmente nelle foreste.

## Descrizione
Come fli altri gruccioni, sono uccelli dal piumaggio variegata mente colorato con lunghe code, lunghi becchi ricurvi e ali appuntite. Hanno una pigmentazione corporea prevalentemente verde, con una colorazione rossa sul muso che si estende sulle penne della gola.

## Dieta e comportamento
Si nutrono prevalentemente di grossi insetti, soprattutto api, vespe e calabroni, che vengono catturati in volo. Cacciano sia da soli che in coppia.